# Station Uji (JR West)
Station Uji  (宇治駅,  Uji-eki) is een spoorwegstation in de Japanse stad  Uji. Het wordt aangedaan door de Nara-lijn. Het station heeft vier sporen, gelegen aan twee eilandperrons.
Het station is in dezelfde stijl gebouwd als de Fenikshal van de nabijgelegen Byōdō-tempel, een van de grootse toeristische attracties van Uji.

## Treindienst

### JR West
| 1,2 | ■ Nara-lijn | richting Kioto        |
| 3,4 | ■ Nara-lijn | richting Kizu en Nara |

## Geschiedenis
Het station werd in 1896 geopend. In 2000 werd er een nieuw station gebouwd.

## Stationsomgeving
- Station Uji aan de Uji-lijn
- Byōdō-tempel
- Stadhuis van Uji
- Fabriek van Unitika
- Agata-schrijn
- Hashihime-schrijn
- Uji-schrijn
- Ujigami-schrijn
- Ujitakeda-ziekenhuis
- Uji Daiichi Hotel
- Uji-rivier
- Circle-K
- 7-Eleven

Kioto · Tōfukuji · Inari · JR Fujinomori · Momoyama · Rokujizō · Kohata · Ōbaku · Uji · JR Ogura · Shinden · Jōyō · Nagaike · Yamashiro-Aodani · Yamashiro-Taga · Tamamizu · Tanakura · Kamikoma · Kizu (Narayama · Nara)